# Museo archeologico romano Santa Maria Assunta
Il museo archeologico romano Santa Maria Assunta è un museo situato nel comune di Positano, in provincia di Salerno, inaugurato il 18 luglio 2018. Il percorso di visita include un ambiente riccamente affrescato, appartenente ad una villa di epoca romana, le cripte e alcune sale annesse alla collegiata di Santa Maria Assunta dove sono esposti i reperti rinvenuti durante gli scavi.

## La villa romana

### Storia
La costruzione di ville marittime nel Golfo di Napoli è nota e abbastanza documentata già a partire dalla tarda età repubblicana, le ville marittime affacciate sul Golfo di Salerno sono invece meno note pur essendovene almeno una ad Amalfi e una a Minori.
Non è stato possibile definire con esattezza la data di costruzione della villa di Positano, probabilmente il I secolo a.C., mentre è certo che la villa fu distrutta in maniera irreparabile dall’eruzione del Vesuvio del 79. Malgrado i venti chilometri e la dorsale dei monti Lattari che separano Positano dal Vesuvio, infatti, il collasso della colonna eruttiva del 79 d.C. interessò anche la costiera amalfitana, depositando lungo i versanti scoscesi di Positano due metri di piroclastite che innescarono a loro volta una colata vulcanoclastica che, nel momento in cui devastò la villa di Poseides, raggiunse i 20 m di spessore.
All’epoca della distruzione nelle villa erano in corso lavoro di ristrutturazione, come testimonia il ritrovamento di una sega, probabilmente conseguenti ai danni provocati dal terremoto del 62. Matteo Della Corte, basandosi sulla toponomastica, ipotizzò che la villa fosse appartenuta a Posides Claudi Caesaris, liberto dell’imperatore Claudio menzionato nelle fonti letterarie, facendo derivare il nome Positano da Posidetanum, proprietà di Posides.
Nel 1758, durante i lavori di consolidamento del campanile della chiesa di Santa Maria Assunta furono ritrovati dei resti antichi e ne fu informato Karl Weber, l’ingegnere responsabile degli scavi di Pompei, Ercolano e Stabia per conto dei Borbone che effettuò degli scavi e stilò una relazione.
Nel corso del Novecento si sono susseguiti altri ritrovamenti ma solo due campagne di lavori verificatasi dal 2004 al 2006 e dal 2015 al 2016 hanno portato alla luce la sala tricliniare dell'antica villa romana, consentendone la musealizzazione mediante l'esposizione degli altri rinvenimenti e la predisposizione di un percorso con passerelle e scale in vetro e acciaio corten.

### Descrizione

#### Il complesso
Allo stato attuale delle ricerche non è possibile ricostruire l’intera pianta della villa ma scavi recenti e precedenti evidenze hanno permesso di definirne alcune importanti caratteristiche. La villa occupava l’intero fronte mare, in corrispondenza dell’attuale centro storico di Positano. Il complesso era caratterizzato da un peristilio e probabilmente un giardino centrale con fontana (come descritto da Weber), una zona per i bagni, come testimonia il ritrovamento di una stanza con tubuli di terracotta per il riscaldamento e una stanza riccamente decorata, molto probabilmente un triclinium. Come per le altre ville marittime doveva avere due o più livelli.

#### Iltriclinium
I dipinti dell’ambiente di rappresentanza sono riferibili al cosiddetto IV stile. La notevole qualità artistica e l’utilizzo di un pigmento particolarmente costoso per il blu degli sfondi possono essere considerati indice della ricchezza del proprietario della villa. Lo schema decorativo appare insolito per l’utilizzo di rilievi in stucco bianco con putti e animali fantastici, elemento che compare più spesso sulle volte di bagni o ninfei ma ha pochi confronti in case private.
La parte superiore della decorazione rappresenta architetture scenografiche - di particolare interesse lo scorcio di porta socchiusa e un loggiato con balcone - parzialmente nascoste da una tenda a sua volta decorata con mostri marini, delfini e amorini in stucco.
Nella zona mediana i pannelli a sfondo monocromo sono ornati da ghirlande, vi si trovano inoltre medaglioni con ritratti e scene mitologiche - particolarmente degna di nota è la scena con il centauro Chirone che insegna ad Achille a suonare la lira - quadretti con nature morte (xenia) e paesaggi marini.

## Le cripte

### La cripta superiore
L’ambiente ipogeo si estende in parte sotto l’Oratorio, in parte sotto la navata centrale della chiesa. È formato da due spazi longitudinali con volta collegati tra loro da tre anditi. L’ambiente più grande ha forma rettangolare e abside, l’altro è più stretto e lungo e si conclude con una sala quadrangolare.
Lungo le pareti della sala principale e degli anditi di passaggio sono disposti 69 sedili in muratura utilizzati per l’essiccazione dei morti, rifiniti a stucco e con pennellate di colore rosso. Probabilmente questi ambienti, che presentano un’insolita ricchezza decorativa considerata la funzione, furono commissionati agli inizi del Settecento dai membri della Confraternita del Monte dei Morti, la cui sede era nell’Oratorio della chiesa giusto al di sopra.
Più semplici appaiono invece le vasche di sepoltura in muratura lungo il corridoio adiacente, al centro del quale si trova l’accesso ad un altro spazio sepolcrale, sotto la navata centrale della chiesa. Singolare è la distribuzione su più livelli dei sedili-colatoi.

### La cripta medievale
Al di sotto del presbiterio si trova un ambiente di cui è difficile comprendere la funzione originale - cripta o vera e propria chiesa - a causa delle ripetute trasformazioni subite dall’edificio. La parte principale è divisa in due navate con volta a botte, separate da archi su colonne di marmo. La planimetria appare simile ad altre cripte romaniche in Campania. La parete est contiene un'abside coperta da piccole volte a crociera in cui è visibile dello stucco plasmato a imitazione delle rocce, tale caratteristica fa pensare alla presenza di un altare dedicato alla Natività, peraltro più volte citato nei documenti.
In seguito, lo spazio absidale fu separato dalle navate da una parete e furono realizzati i sedili-scolatoi. Un’apertura corrispondente all’area dell’altare maggiore permetteva di calare i corpi dei defunti, la sua presenza fa pensare che, almeno dopo i lavori seicenteschi, la cripta avesse perso la sua destinazione liturgica e avesse solo funzione cimiteriale.